# نيليس ليه بليكيوين
نيليس ليه بليكيوين (بالفرنسية: Nielles-lès-Bléquin)‏ هي بلدية تقع في إقليم باد كاليه من منطقة نور با دو كاليه في شمال فرنسا. تبلغ مساحة هذه المدينة 12.72 (كم²)، وترتفع عن سطح البحر 125 م، يبلغ عدد سكانها 811 نسمة حسب إحصاء المعهد الوطني للإحصاء والدراسات الاقتصادية سنة 2009 م. وترأس Francis Ducrocq البلدية خلال فترة (2008-2014).